# Kumpunen (ö i Södra Savolax, S:t Michel, lat 61,39, long 26,50)
Kumpunen är en ö i Finland. Den ligger i sjön Ylä-Rieveli och i kommunen Pertunmaa i den ekonomiska regionen  S:t Michel och landskapet Södra Savolax, i den södra delen av landet, 160 km nordost om huvudstaden Helsingfors. Öns area är 12,5 hektar och dess största längd är 0,5 kilometer i öst-västlig riktning.